# Софія Фредеріка Мекленбург-Шверінська
Софія Фредеріка Мекленбург-Шверінська (нім. Sophie Friederike von Mecklenburg-Schwerin, 24 серпня 1758 — 29 листопада 1794) — принцеса Мекленбург-Шверінська з Мекленбурзького дому, донька принца Людвіга Мекленбург-Шверінського та принцеси Саксен-Кобург-Заальфельдської Шарлотти Софії, дружина кронпринца Данії та Норвегії Фредеріка, матір короля Крістіана VIII.

## Життєпис
Софія Фредеріка народилась 24 серпня 1758 року у Шверіні. Вона була другою дитиною та єдиною донькою в родині принца Мекленбург-Шверінського Людвіга та його дружини Шарлотти Софії Саксен-Кобург-Заальфельдської. Дівчинка мала старшого брата Фрідріха Франца, старшого від неї на два роки. Країною в цей час правив їхній дядько Фрідріх II.
У 16 років принцеса вийшла заміж за 21-річного принца Данії та Норвегії Фредеріка, який вже два роки виконував функції регента країни при недієздатному старшому браті, королі Крістіані VII.
Софію Фредеріку описували як прекрасну дівчину з чудовою фігурою та темними сильними очима. Наречений був від природи примхливою та похмурою людиною. Наречена являла собою повну його протилежність. Познайомившись із принцом за два дні до вінчання, дівчина була розчарована.
Весілля відбулось 21 жовтня 1774 року в Копенгагені. При королівському дворі Софію Фредеріку вважали веселою, привабливою та розумною. Не зважаючи на певні труднощі у пристосуванні до більш жорсткого середовища данського світу, з часом принцеса стала вельми популярною. З чоловіком вони, згодом, полюбили одне одного, між ними встановився тісний зв'язок та взаєморозуміння, хоча, як вважалося, обоє мали коханців. Фредерік підтримував стосунки із Каєю Війд, Софія Фредеріка — із його генерал-ад'ютантом Фредеріком фон Блюхером. Не дивлячись на ці епізоди, шлюб був щасливим, політики навіть побоювались втручання Софії Фредеріки у державні справи через вплив на чоловіка. Однак, 1784 року відбувся державний переворот, внаслідок якого Фредеріка було відсторонено від влади і, в подальшому, він вів життя приватної особи.
Після народження двох мертвих доньок у 1781 та 1783 роках, у подружжя з'явилося п'ятеро живих дітей. Проживала сім'я у королівському палаці Крістіансборг. У 1789 році Фредерік придбав замок Сорґенфрі поблизу Копенгагена, що згодом, зазнавши перебудови, став літньою резиденцією родини.
26 лютого 1794 року в Крістіансборзі трапилася пожежа. Протягом ночі та наступного дня палац вигорів вщент, загинуло близько ста людей, була втрачена значна частина предметів мистецтва, інтер'єру та документів. Королівська родина виявилась розкиданою по місту. Притулком принца Фредеріка став замок Розенборг. Буквально за кілька днів, був придбаний палац Амалієнборг, що став новою резиденцією монаршої сім'ї.
Софія Фредеріка померла у листопаді того ж року у замку Сорґенфрі у віці 36 років. Похована у Роскілльському соборі, усипальниці данських королів. Фредерік у другий шлюб не вступав. Переживши дружину на одинадцять років, він пішов з життя 7 грудня 1805 року в палаці Амалієнборг.
У 1839 році їхній син Крістіан став королем Данії.

## Родина

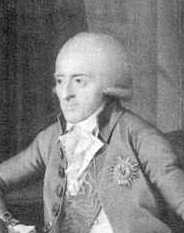
Принц Фредерік

Чоловік — Фредерік, принц Данський і Норвезький
Діти:
- Юліана Марія (2 травня—28 жовтня 1784) померла в дитячому віці;
- Крістіан Фредерік (1786—1848) — король Норвегії у 1814, король Данії у 1839—1848, був двічі одружений, мав двох дітей від першого шлюбу;
- Юліана Софія (1788—1850) — дружина ландграфа Вільгельма Гессен-Філліпшталь-Бархфельда, дітей не мала;
- Луїза Шарлотта (1789—1864) — дружина принца Вільгельма Гессен-Кассельського, мала шестеро дітей;
- Фредерік Фердинанд (1792—1863) був одружений з Кароліною Данською, дітей не мав.